# Figuratie (muziek)

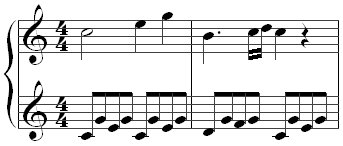
De begeleiding (onder) bestaat uit gefigureerde akkoorden in de vorm van een Albertijnse bas aan het begin van de Pianosonate nr. 16 in C-groot (KV 545) van Wolfgang Amadeus Mozart.

Een figuratie is het (herhalende) patroon waarin muzieknoten gerangschikt zijn, een soort versiering met beweeglijk karakter.
Bij akkoordfiguratie wordt een akkoord gebroken in een ritmisch patroon. Het onderscheid met akkoordbreking is niet vastomlijnd, maar een akkoordfiguratie heeft een minder ondergeschikt en melodieuzer karakter.
Bij toonladderfiguratie worden toonladderfiguren gespeeld. Dit kunnen diatonische of chromatische ladders zijn. Componisten kunnen verschillende vormen afwisselen. Ook kunnen akkoordfiguratie, voorhoudingen en wisseltonen toegepast worden.
Omspeling is het figureren van een melodie door deze te voorzien van extra hoger en/of lager gelegen noten voor de tijdsduur van de "reële" noten.